# Wilhelm Henzen

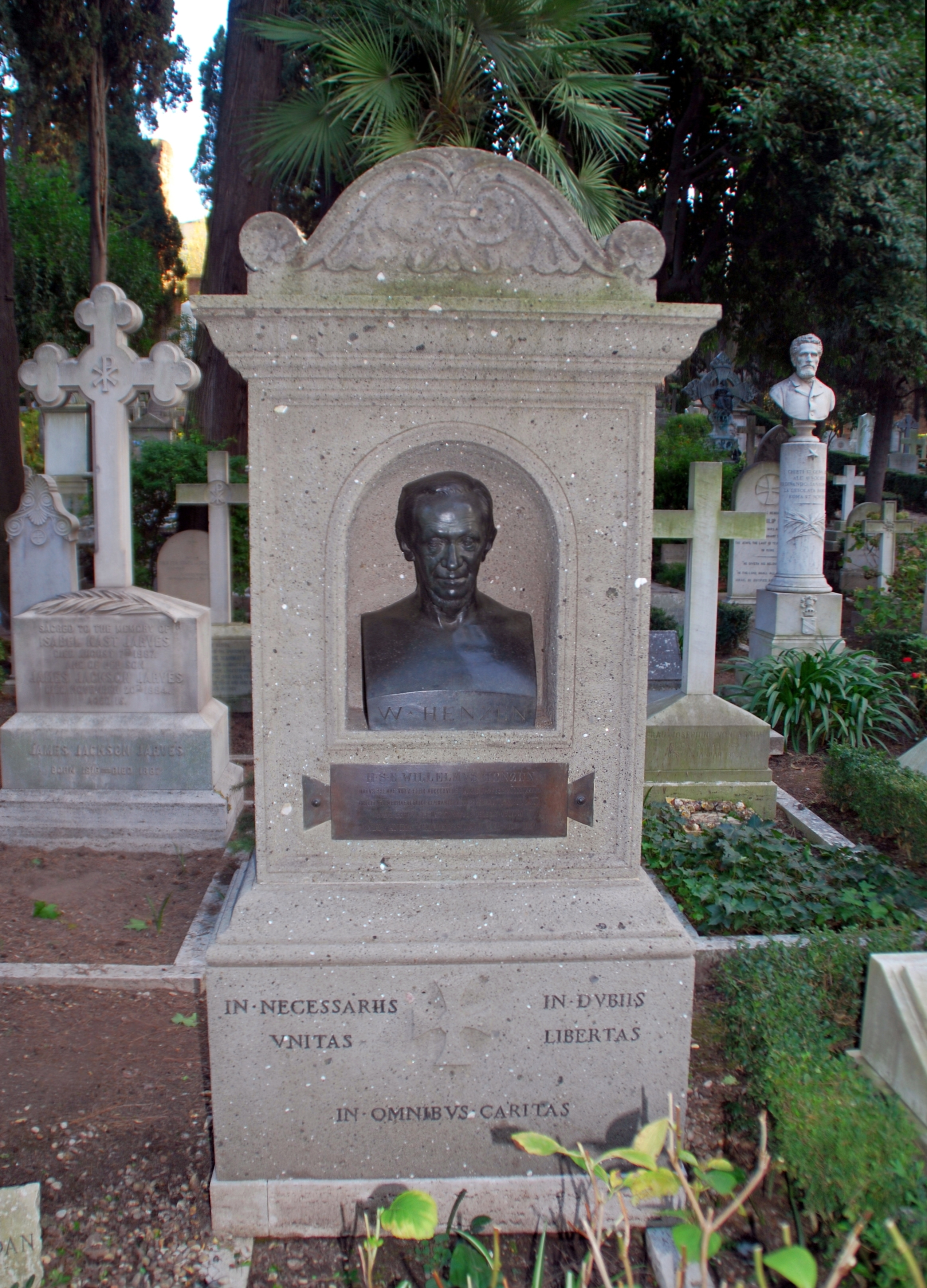
Tomba di Henzen al Cimitero acattolico di Roma.

Wilhelm Henzen (Brema, 24 gennaio 1816 – Roma, 27 gennaio 1887) è stato un filologo ed epigrafista tedesco.

## Biografia
Henzen studiò filologia alla università di Bonn e di Friedrich-Wilhelms-Universität di Berlino; successivamente viaggiò a Parigi e a Londra, dove migliorò la sua formazione acquisendo una profonda conoscenza del francese e dell'inglese. Assieme a Friedrich Gottlieb Welcker (1784-1868) intraprese ricerche archeologiche in Italia e in Grecia e dal 1842 si stabilì a Roma, dove nel 1856 successe ad August Emil Braun (1809-1856) come primo segretario del Deutsches Archäologisches Institut. Dal 1876 fu membro dell'Accademia dei Lincei.
Henzen fu un'autorità per l'epigrafia latina. Assieme a Theodor Mommsen (1817-1903) e Giovanni Battista de Rossi (1822-1894), elaborò un piano per un "Corpus Inscriptionum Latinarum" universale basato su uno schema presentato alla Accademia delle scienze di Berlino da Mommsen nel 1847.
Compilò anche un volume supplementare alla collezione di iscrizioni latine di Johann Caspar von Orelli, "Inscriptionum latinarum collectio" (1856).

## Lavori scelti
- "Quaestionum polybianarum specimen, continens vitam...",  Berolini: Brandes & Klewert, 1840.
- "Tabula alimentaria Baebianorum : illustravit deque publicis Romanorum alimentis" (dissertation), 1845.
- Iscrizione onoraria d'Adriano / illustrata da G. Henzen, Roma : Tipografia tiberina, 1862.
- Scavi nel bosco sacro de' fratelli Arvali, 1869.
- Wilhelm Henzen und das Institut auf dem Kapitol, (con Eduard Gerhard e Hans-Georg Kolbe).[3]